# Меленка (Перцевское муниципальное образование)
Меленка — деревня в Грязовецком районе Вологодской области России.
Входит в состав Перцевского муниципального образования, с точки зрения административно-территориального деления — в Перцевский сельсовет.
Расстояние по автодороге до районного центра Грязовца — 15 км, до центра муниципального образования Слободы — 25 км. Ближайшие населённые пункты — Аксеново, Рамешки, Чуваксино, Ржища.
По переписи 2002 года население — 1 человек.